# Liste der Biografien/Korz
Liste der Biografien |
Portal Biografien |
Personensuche
# |
A |
B |
C |
D |
E |
F |
G |
H |
I |
J |
K |
L |
M |
N |
O |
P |
Q |
R |
S |
T |
U |
V |
W |
X |
Y |
Z |
?
 
Ka |
Kb |
Kc |
Kd |
Ke |
Kf |
Kg |
Kh |
Ki |
Kj |
Kl |
Km |
Kn |
Ko |
Kp |
Kr |
Ks |
Kt |
Ku |
Kv |
Kw |
Ky |
Kx |
Kz
 
Koa |
Kob |
Koc |
Kod |
Koe |
Kof |
Kog |
Koh |
Koi |
Koj |
Kok |
Kol |
Kom |
Kon |
Koo |
Kop |
Kor |
Kos |
Kot |
Kou |
Kov |
Kow |
Kox |
Koy |
Koz
 
Kora |
Korb |
Korc |
Kord |
Kore |
Korf |
Korg |
Korh |
Kori |
Korj |
Kork |
Korl |
Korm |
Korn |
Koro |
Korp |
Korr |
Kors |
Kort |
Koru |
Korv |
Korw |
Kory |
Korz
Die Liste der Biografien führt alle Personen auf, die in der deutschsprachigen Wikipedia einen Artikel haben. Dieses ist eine Teilliste mit 18 Einträgen von Personen, deren Namen mit den Buchstaben „Korz“ beginnt.

## Korz
- Korz, Karl (1932–2016), deutscher Kommunalpolitiker

### Korzd
- Körzdörfer, Norbert (* 1954), deutscher Journalist, Chefredakteur, Buchautor

### Korze
- Körzell, Stefan (* 1963), deutscher Gewerkschafter
- Körzendörfer, Marinka (* 1953), ostdeutsche Journalistin und lesbische Aktivistin
- Koržeņevičs, Viktors (* 1987), lettischer Volleyballspieler
- Korzeniak, Anna (* 1988), polnische Tennisspielerin
- Korzeniak, Sandra (* 1976), polnische Schauspielerin
- Korzeniewski, Dietmar (1933–1979), deutscher Klassischer Philologe und Gymnasiallehrer
- Korzeniowska, Sylwia (* 1980), polnische Leichtathletin
- Korzeniowski, Abel (* 1972), polnischer Filmkomponist
- Korzeniowski, Apollo (1820–1869), polnischer Schriftsteller, Vater von Joseph Conrad
- Korzeniowski, Paweł (* 1985), polnischer Schwimmer
- Korzeniowski, Robert (* 1968), polnischer Geher und Olympiasieger
- Koržets, Vladislav (* 1951), estnischer Schriftsteller

### Korzy
- Korzybski, Alfred (1879–1950), polnisch-amerikanischer Ingenieur und LinguistAlfred Korzybski (1879–1950)

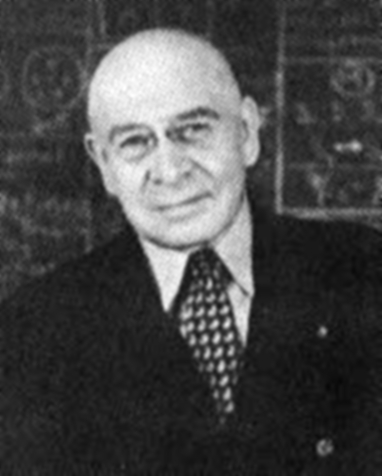
Alfred Korzybski (1879–1950)

- Korzycki, Antoni (1904–1990), polnischer Politiker, Mitglied des Sejm (PSL)
- Korzynietz, Bernd (* 1979), deutscher Fußballspieler
- Korzyński, Andrzej (1940–2022), polnischer Komponist